# Szebenszék

Szebenszék térképe

Szebenszék avagy Szeben-szék (németül: Stuhl Hermannstadt, románul: Scaunul Sibiului) különleges közigazgatási egység volt a Magyar Királyságon belül, Erdélyben: az erdélyi szász székek egyike Nagyszeben (Nagy-Szeben) székhellyel. Területe 2316 km², 1870-ben lakóinak száma 86 917 fő volt. Az 1876. évi XXXIII. törvénycikk alapján az egész széket az újonnan alakított Szeben vármegye kebelezte be.

## Fekvése
Északon Szászsebes és Szerdahelyszék, (Alsó- és Felső-) Fehér vármegye, keleten Újegyházszék, Felső-Fehér vármegye és Fogarasvidék, délen a Déli-Kárpátok (országhatár Havasalföld felé), nyugaton Szászváros és Szászsebesszék voltak határai.

## Története

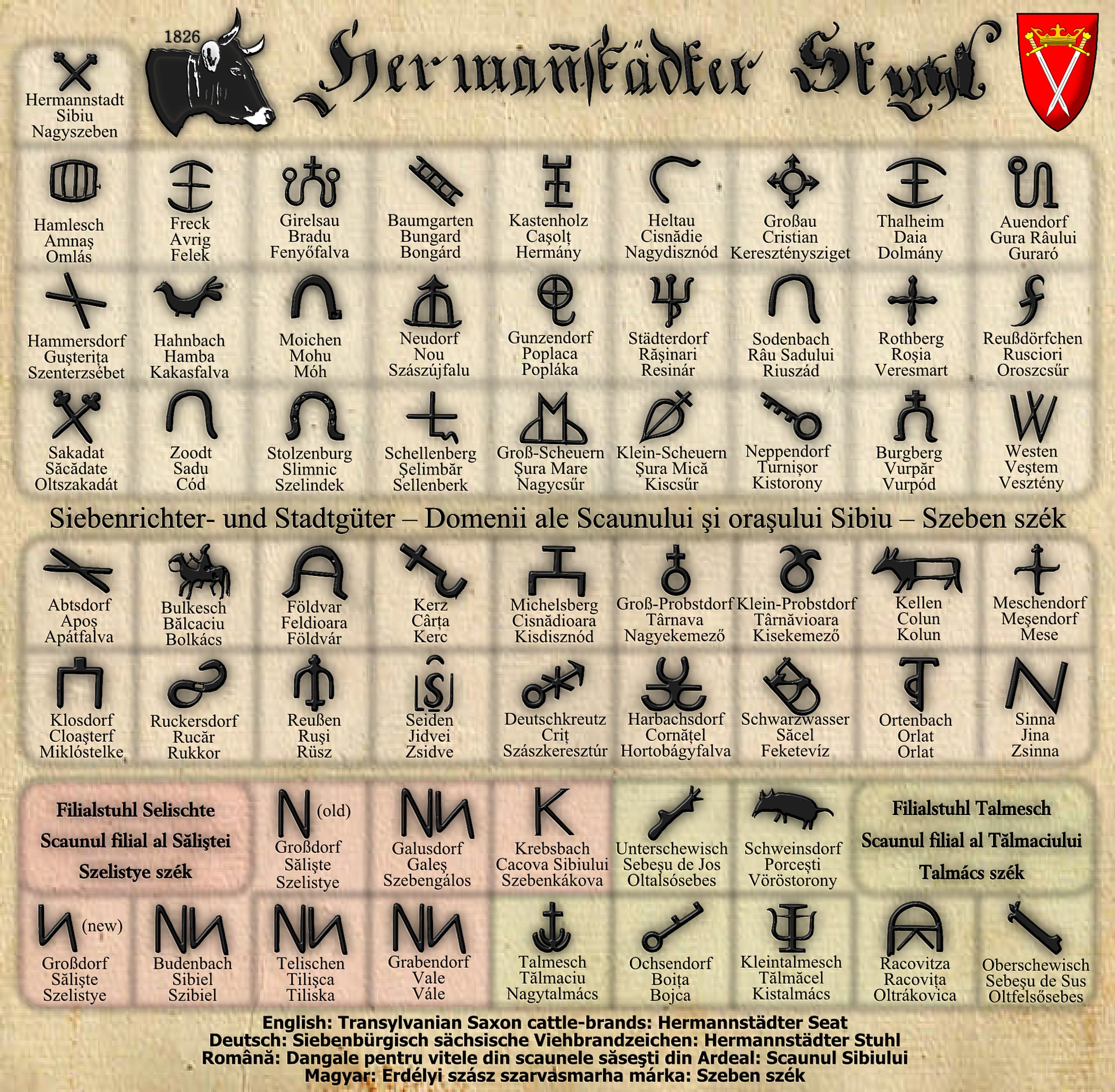
Erdélyi szarvasmarha billogok Szebenszékről

Szebenszék területének első telepesei még II. Géza király (1141-1162) idején a Rajna középső vidékéről költöztek Szeben környékére. Később a szásznak elnevezett telepeseknek a király előjogokat adományozott, cserébe a föld megműveléséért és az ország határainak védelméért.
1190 táján III. Béla király (1172-1196) alapította meg itt a Nagyszebeni prépostságot, hogy egyházi viszonyaikat rendezze.
1210 után II. András király oklevele említette először név szerint az idevaló  Beche comes fia Iwachinus Scibiniensi szebeni ispánt, akinek a zalai várföldek közül kivett Szolovna (Zala vármegye) birtokot adományozta. Azért kapta adományba a fenti birtokot, mivel az az szászokból, románokból, székelyekből és besenyőkből toborzott serege élén megsegítette Boril bolgár cárt, és az Obozt folyónál legyőzött három kun vezér közül az életben maradt Karaz-t elfogta és Bodon várát visszafoglalta a cár számára, de közben maga is megsebesült, négy rokona és több más vitéze pedig elesett (Er I. 37).
1224-ben II. András király (1205-1235) szabadságlevele az Andreanum szabályozta újra jogaikat és politikailag egyesítette egyúttal az összes szász telepet is Szászvárostól Barótig. A király nevezte ki az önkormányzatok vezetőjét, a királybírót is.
A telepesek - szabad tulajdonú földjeikért - évente adót fizettek a királynak és háborúk esetén katonáskodtak is. 
Belügyeikben saját önkormányzatuk volt, szabadon választották hivatalnokaikat és papjaikat is, akiknek tizedet fizettek. 
A falu és vidék saját joga szerint élt, a koronának voltak alárendelve.
1241-ben a tatárok betörve a Vöröstoronyi-szoroson át végigdúlták Szeben-széket is. Közigazgatásuk a szebeni ispánságból alakult ujjá.
1339-ben Szeben városa lett a Hétszék gyűlésének rendezője, és egyúttal a szászság polgári központja is.
A 14. század az ipar és kereskedelem megerősödését is hozta. 1351-ben I. Lajos király (1342-1382) a szebeni kereskedőknek megengedte, hogy a szokásos vám megfizetése ellenében szabadon közlekedhessenek az ország egész területén, 1367-ben pedig Buda kereskedelmi jogát adományozta részükre, amit aztán 1370-ben kiterjesztett Dalmáciára is. 1376-ban Szeben-szék első céhe is megalakult és Nagyszeben városa árumegállító jogot is kapott. Az időközben elnéptelenedett szász falvakba már az 1200-as évek közepe körül megkezdődött az oláh pásztorok bevándorlása, újranépesedése. A legrégibb települések (Szeben, Sink, Újegyház) külön prépostságot alkottak, melynek eltörlése után, 1424 körül ezek a káptalanok közvetlenül az esztergomi érsekség alárendeltjei lettek. A többiek, Brassó kivételével, amely hasonlóan Esztergomnak volt alárendelve, az erdélyi prépostság alá tartoztak, de a hatalmat nagy részben maguk gyakorolták.
1438-ban Szebent is megtámadták a törökök, a város 2 hónapig állta a török ostromot, amíg azok végül a környéket kirabolva távoztak. 1464-ben Mátyás király (1458-1490) Szeben városának megengedte, hogy királybíróját (szebeni grófot) maguk közül választhassák meg, majd a király ezt a jogot 1469-ben kiterjesztette a szebeni tartomány 7 másik székére is.
Az 1484-ben létrehozott szász egyetem (Universitas Saxonum) első embere a szebeni gróf I. Ferdinánd (1526-1564) és I. János (1526-1540) ellenkirályok harcában I. Ferdinándot támogatta. Szapolyai 1529-1536 évi ostromzára Nagyszebent megadásra bírta, a király ettől Királyföld és benne Szebenszék jogait is megerősítette. Az ebben az időben terjedt el Erdély szerte a reformáció, az egyházi birtokok elfoglalása is. Brassóban Honterus János hirdette az új tant, a szász falvak is áttértek a protestantizmusra, 1553-ban az evangélikusok első püspökükké Wiener Pál (†1554) volt laibachi kanonokot választották meg. 
1586-ban csatlakozott aztán az egyházhoz a szász universitas egésze is.
1603 táján a tizenöt éves háború következtében Szeben lakossága jóformán negyed részére ritkult, Szebenszék falvaiban még ennél is nagyobb volt a pusztulás, a hegyvidék oláhjainak is majd a fele kihalt.
1658-ban a törökök hadjárataival újabb pusztítások kezdődtek. 1661-ben a törökök és császári hadak miatt Szebent 500000 tallér kár érte, polgárai az összes ezüst- és aranykészletüket és gabonatartalékukat kiadták.
1703-ban a brádi, a szentbenedeki, majd a bonchidai kuruc sikerek után Rabutin 8-10000 fős hadseregével visszahúzódott Szebenbe.
1704-ben Gyulafehérváron erdélyi fejedelemmé választották II. Rákóczi Ferencet, de Szeben városa továbbra is a császáriaké maradt.
1709-ben Szebent is elérte a pestisjárvány, mely főként a városok népét tizedelte meg, egész családok haltak ki; az elnéptelenedett falurészeket a járvány elmúltával főként oláhok kezdték benépesíteni, majd III. Károly (1711-1740) és Mária Terézia (1740-1780) uralkodása alatt Nagyszeben és Szászsebes környékét Felső-Ausztriából, Karintiából, Krajnából és Salzburgból érkezett telepesekkel telepítették újra.
1783, 1784-ben II. József (1780-1790) új közigazgatási területi rendezésekor Erdélyt  11 megyére osztották fel. II. József halála (1790) után a székek, vidékek önkormányzatát helyreállították, de a francia háborúk következtében I. Ferenc (1792-1835) önkénye a kormánytól való függőség biztosítására hivatalnok-uralmat teremtett.  Az 1848/49-évi szabadságharc alatt a szászok, az oláhokkal együtt, hagyományosan a Habsburgokat támogatták. 1849-ben Bem József (1794-1850) tábornok 6585 honvéddel és 30 ágyúval megpróbálkozott Szeben bevételével, sikertelenül (257 halott 5 ágyú volt a veszteségük; a császáriaké pedig 97 halott, 121 sebesült), majd a 2. szebeni csatában 4 szuronytámadás után a várost elfoglalta; 21 ágyút zsákmányolt, 514 foglyot kiszabadított. A visszavonuló oroszokat fedező császáriak vesztesége a Vöröstoronyi-szorosnál 94 halott volt. Szeben-székben kihirdették a rögtönítélő bíráskodást, de Bem kívánságára a fegyvert letevőkre nem alkalmazták. VII. 20-án Lüders cári tábornagy talmácsi támadásával Havasalföldre űzte Ihász alezredes honvédeit (kb. 2000 fő 8 ágyúval), a 31 tiszt és 987 közlegény a törököknek adta át fegyvereit, majd VII. 21-én megszállta Nagyszebent, és a 4. szebeni ütközetben Bem visszavonulni kényszerült. Ez volt Szeben-székben a szabadságharc utolsó csatája.
1849-1861 között a császári önkényuralom alatt a székek önkormányzatát megszüntetve katonai közigazgatást vezettek be, melynek egyik központja Nagyszeben volt, Szebenszéket mint a szebeni kerület részét igazgatták. 1852-ig a polgári ügyek biztosa Franz Salmen szász gróf végezte az erdélyi főkormányszék addigi teendőit. Alkerületeket nem szerveztek, meghagyták a szász székeket és azok bíráskodási rendszerét is. Az 1852. évi császári rendelet szerint a szász magisztrátusokat és székhivatalokat állami hivatalokkal váltották föl, a székeket körzetekre és alkörzetekre osztották. Községi önigazgatásukat fölszámolták, idegen (osztrák, cseh) állami tisztviselőket neveztek ki, a szász különállást politikailag is megszüntették. A „Szászföld” elnevezést megtiltották, a sajtóban és a hivatalokban egyaránt csak székhelyükről volt szabad nevezni a kerületeket. A februári pátens után  újból visszaállították a székek önkormányzatát.
1867-ben a kiegyezés unió-törvénye fönntartotta a szászok földjének közigazgatási rendszerét a egészen a vármegyerendezésig. 1876-ban Szebenszék környékének Szeben vármegyévé bővítésével (Nagyszeben székhellyel) Szebenszéket megszüntették.
1870-ben 86.917 lakosa volt, melyből 45.109 (51,9%) ortodox, 25.126 (28,9%) evangélikus, 9.678 (11,1%) görög katolikus, 5.928 (6,8%) római katolikus és 1.076 egyéb (főleg református) vallás volt. 63% román, 29% német és 8% magyar nemzetiségű.

## Települései 1870-ben
(Zárójelben a német név szerepel.)
| - Alsósebes - Bojca (+ Vöröstorony puszta (Rothenthurm)) - Bongárd (Baumgarten) - Cód (Zoodt) - Dolmány (Thalheim) - Felek (Freck) - Fenyőfalva (Girelsau) - Guraró - Hermány (Kastenholz) - Kakasfalva (Hahnbachl) - Kákova - Kereszténysziget (Grossau) - Kiscsűr (Klein-Scheuren) - Kisdisznód (Michelsberg) - Kistalmács - Kistorony (Neppendorf) - Móh (Moichen) - Nagycsűr (Gross-Scheuren) - Nagydisznód (Heltau) - Nagyszeben (Hermannstadt) szabad királyi város - Nagytalmács (Talmesch) - Oltfelsősebes | - Oltszakadát - Omlás (Hamlesch) - Orlát - Oroszcsűr (Reussdörfel) - Popláka - Porbesd - Rákovica - Resinár (Städterdorf) (+Riuszád és Trajnei puszta) - Rüsz (Reussen) - Sellenberk (Schellenberg) - Sina (+Dobra puszta) - Szászújfalu (Neudorf) - Szebengálos - Szelindek (Stolzenburg) - Szelistye (Grossdorf) - Szenterzsébet (Hamersdorf) - Szibiel - Tilicske - Vále - Veresmart (Rothberg) - Vesztény (Westen) - Vurpód avagy Hühalom (Burgberg) |